# 엘리엇 뉴전트

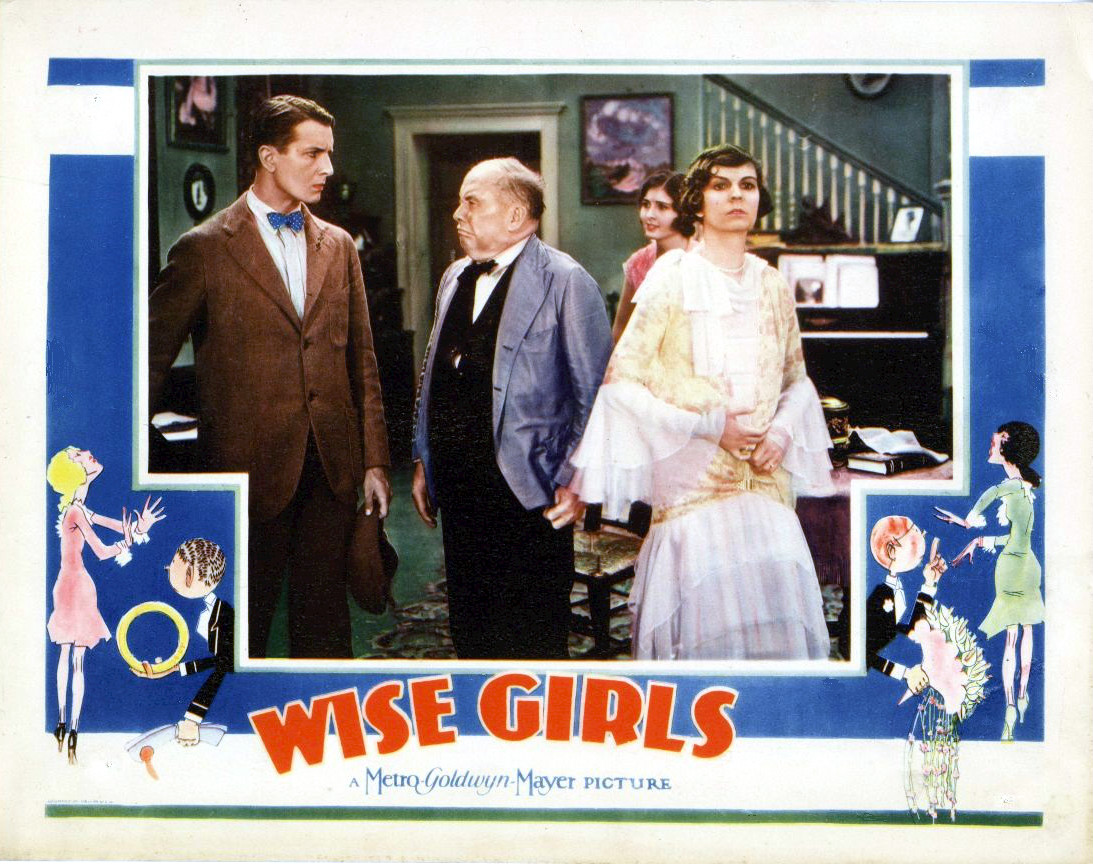

엘리엇 뉴전트(영어: Elliott Nugent, 1896년 9월 20일 ~ 1980년 8월 9일)는 미국의 배우 겸 영화 감독이다.
뉴욕에서 사망하였다. 사인은 질병이다.

## 영화
- 당신만을 (1952년)
- 벨브디어씨 대학가다 (1949년)
- 마이 페이버릿 브뤼넷 (1947년)
- 웰컴 스트레인저 (1947년)
- 업 인 암스 (1944년)
- 스테이지 도어 캔틴 (1943년)
- 네버 세이 다이 (1939년)
- 기브 미 어 세일러 (1938년)
- 쉬 러브스 미 낫 (1934년)
- 로컬 보이 메이키스 굿 (1931년)
- 언홀리 쓰리 (1930년)
- 로맨스 (1930년)
- 멍청이 (1930년)
- 와이즈 걸스 (1929년)
- 네이비 블루스 (1929년)
- 소 디스 이즈 칼리지 (1929년)